# Antènor
|  | Per a altres significats, vegeu «Antènor (desambiguació)». |

Segons la mitologia grega, Antènor (en grec antic: Άντήνωρ; en llatí: Antenor) va ser un rei de Tràcia que va participar en la Guerra de Troia. Era un dels millors consellers del Rei Príam. Després del conflicte, el mite el fa emigrar cap a la regió del Vèneto per fundar la ciutat de Pàdua.
Fill dels nobles dardanis Esietes i Cleomestra, Antènor es va casar amb la princesa tràcia Teano, hereva dels reis Cisseu i Teleclea, amb qui va tenir nombrosos fills, que també van lluitar a la Guerra de Troia:
- Arquelau
- Acamant
- Glauc
- Helicàon
- Laodiceu
- Laocoont
- Pòlib
- Agènor
- Ifidamant
- Laodamant
- Demeleó
- Eurímac
- Crinos
- Licàon

Posteriorment van instal·lar-se a Troia, on Teano va ser sacerdotessa d'Atenea. Antènor era aliat i conseller del rei Príam durant la guerra de Troia i es va mostrar sempre partidari de negociar la pau amb els grecs, per això els troians en desconfiaven.
En altres temps, havia fet amistat amb alguns cabdills grecs, dels quals havia estat hoste. Abans de començar les hostilitats, Odisseu i Menelau van arribar a Troia en qualitat d'ambaixadors per tal de solucionar el conflicte de forma pacífica. L'assemblea de notables de la ciutat no sols no va autoritzar el retorn d'Helena al seu legítim marit, sinó que van decidir matar els dos ambaixadors. Aleshores Antènor, que abans del conflicte havia hostatjat Odisseu i Menelau a la seva cort, va sortir en defensa seva i va aconseguir de salvar-los la vida. Antènor, molt criticat entre els nobles troians, no dubtava en explicar els seus arguments:
| «                                                       | Troians, Dardanis i aliats... escolteu una proposta que em sento obligat a fer. Repensem el que ja hem fet i retornem Helena a l'atrida Menelau, junt amb totes les seves propietats. Lluitant com ho estem fent, ens hem fet perjurs. Cap cosa bona en podrem treure mai d'aquests fets ... | » |
| — Antènor a l'assemblea troiana. Homer, Ilíada VII, 347 | |   |

Partidari d'arribar a acords, volia aconseguir el fi de les hostilitats mitjançant un duel entre Paris i Menelau. Durant la caiguda de Troia, Odisseu va reconèixer un dels seus fills, Licàon, i el va fer passar entre les files dels aqueus per portar-lo a un lloc segur. Durant el saqueig, els grecs van penjar una pell de lleopard a la porta de la casa d'Antènor per indicar que s'havia de respectar.
En relats posteriors (d'acord amb Dares i Dictus), Antènor canvia de caràcter fins a convertir-se en un traïdor a la seva pàtria. Va ser ell el que va obrir les portes de Troia a l'enemic, i el que va ajudar a robar el Pal·ladi. Més tard, segons diverses versions de la llegenda, hauria reconstruït la ciutat de Troia, o s'hauria establert a Cirene, o hauria emprès la marxa en companyia dels seus fills a través de Tràcia, des d'on hauria arribat al nord d'Itàlia, fundant Patavium (actual Pàdua). Se'l considera l'avantpassat dels vènets.
A la Divina Comèdia de Dant, el cercle de l'infern reservat per als traïdors a la pàtria és anomenat Antenora, en «honor» seu.